# Isa Molin
Isabelle Maria Hara Ljunggren, känd som Isa Molin, född 1 juni 1992 i Stockholm, är en svensk låtskrivare och artist.  Hon har samarbetat med artister som Steps, Jill Johnson, Doug Seegers, Clara Klingenström, Helena Paparizou, Cornelia Jakobs och Lisa Ajax. År 2016 tilldelades hon utmärkelsen "Sweden's future hope in songwriting" under The Swedish Music Publishers Association's Prize 2016.

## Biografi
Isa Molin är dotter till låtskrivaren Bobby Ljunggren och musikbolagsentreprenören Maria Ljunggren Molin och växte upp i Stockholm med musik i sin omgivning. Hon släppte sin debutsingel "Truth About Us" år 2018 och har sedan dess släppt ett flertal låtar under sitt eget bolag, MoonTown Music, där hon agerar som låtskrivare, producent och artist.
Molin har samarbetat med låtskrivare i städer som Stockholm, London, Nashville och Los Angeles, däribland Sasha Skarbek, låtskrivare till Miley Cyrus "Wrecking Ball". I samband med att Skarbek hörde Isa Molins demos fick hon möjlighet till att skriva musik i den legendariska studion Kensal Town. År 2019 blev Isa Molin uppmärksammad som låtskrivare till Lisa Ajax bidrag i Melodifestivalen 2019, "Torn", vilket var det enda bidraget skrivet av enbart en låtskrivare.
Isa Molin var med och skrev det vinnande bidraget i Melodifestivalen "Hold Me Closer" tillsammans med Cornelia Jakobs och David Zanden som representerade Sverige i Eurovision Song Contest 2022 i Turin.
I maj 2023 under finalen av Eurovision Song Contest 2023  var Molin en av fem personer i Sveriges jury. Övriga fyra i juryn var Fredrik Kempe, Robert Sehlberg, Arantxa Alvarez samt Clara Klingenström.

## Diskografi

### Singlar
- 2020 – "Somebody To Lean On"
- 2020 – "Död För Dig (feat. Emil Gustafsson)
- 2019 – "The One Thing"
- 2019 – "Scared Holding On To You (Acoustic)"
- 2019 – "HYPO"
- 2019 – "Scared Holding On To You"
- 2018 – "The Reason"
- 2018 – "Truth About Us"

### Medverkan som låtskrivare till andra artister/grupper (ett urval)
- 2023 – "Easy on my heart" (Gabry Ponte)
- 2023 – "Kan nått fint få hända sen" (Clara Klingenström, Oscar Zia)
- 2022 – "Rise" (Cornelia Jakobs)
- 2022 – "Hold Me Closer" (Cornelia Jakobs)
- 2021 – "Förlorade förlorare" (Clara Klingenström)
- 2021 – "Som att vara i en film" (Clara Klingenström)
- 2020 – "Riding Home For Christmas" (Klara Hammarström)
- 2020 – "Hold My Heart" (Steps)
- 2019 – "Break Up Song" (Klara Hammarström)
- 2019 – "Torn" (Lisa Ajax)
- 2016 – "Santa Bring My Baby To Me" (Lisa Ajax)
- 2015 – "Can't hold me down" (winner song in Idol 2015 performed by Martin Almgren)